# Fani czterech kółek
Fani czterech kółek (ang. Wheeler Dealers; „wheel” – koło, „dealer” – handlarz, pot. „wheeler–dealer” – handlarz aut) – brytyjski program motoryzacyjny emitowany od 2003 r., w Polsce na antenie Discovery Channel. Był pierwotnie prowadzony przez handlarza samochodowego Mike’a Brewera i mechanika Edda China, którego zastąpili kolejno Ant Anstead (2018) i Marc „Elvis” Priestley (2020).

## Formuła programu
Założeniem programu jest kupić, wyremontować i sprzedać z zyskiem używany samochód. Zadaniem Mike’a jest kupno i sprzedaż auta, zakup potrzebnych części oraz pilnowanie wydatków, natomiast Marc wykonuje wszelkie prace związane z naprawą pojazdu. Budżet jest ograniczony, ale jest on różny w zależności od serii (od 1000 do 15000 funtów). Obejmuje on zakup pojazdu i koszt jego renowacji. Co ważne, koszty pracy mechanika nie są wliczane do wydatków – traktowane są jako „czynności własne”. Liczone są natomiast koszty prac zlecane innym osobom, np. naprawy lakiernicze. Po zakończeniu remontu pojazdu Mike sprzedaje samochód nowemu właścicielowi.
W programie przedstawiana jest krótka historia danego modelu samochodu oraz poszukiwanie (w pierwszych seriach) i kupno pojazdu przez Mike’a Brewera. Następnie Edd China remontował samochód, omawiał kolejne czynności oraz udzielał praktycznych porad. W pierwszych czterech seriach stałą częścią programu była rozmowa z właścicielem podobnego samochodu w idealnym stanie. Na koniec przeprowadzana jest próbna jazda wyremontowanym autem, podsumowanie wydatków i sprzedaż samochodu nowemu właścicielowi.
W historii programu tylko pięć razy poniesiono stratę. Największą na remoncie Volkswagena Transportera T3 – 2325 funtów.

## Fani czterech kółek: samochody marzeń[3]
Pod takim tytułem wyemitowano w 2013 i 2020 r. dwa sezony programu. Jest to tzw. spin-off, w którym w odróżnieniu od głównej produkcji, poszczególne odcinki serii mają wspólny budżet. Na początku wynosi tylko 3000 funtów. Zadaniem Mike’a jest kupowanie i sprzedawanie odrestaurowanych przez mechanika samochodów w tak by za zarobione pieniądze mógł kupić następny, droższy pojazd. Każdy zakup odbywa się w innej części świata. Tym sposobem w pierwszej serii ostatnim zakupionym samochodem było Porsche 911, a w drugiej – Ferrari 348 TB.

## Spis serii
Produkcja liczy w tym momencie 18 serii, w tym 2 spin–offowe emitowane pod tytułem Fani czterech kółek: samochody marzeń (patrz wyżej; org. Wheeler Dealers: Trading Up).
5.sezon nosił podtytuł On the Road i podczas jego trwania auta do renowacji były wyszukiwane i kupowane w różnych krajach Europy, nie tylko w Wielkiej Brytanii. Od drugiej części 8. serii Mike sprowadza niektóre samochody z USA, z kolei seria 12. została nagrana w całości w tym kraju – Edd pracował w warsztacie w Huntington Beach w Kalifornii, co pozwalało obniżyć koszty transportu. Po powrocie do Wlk. Brytanii prace także odbywały się w nowej lokalizacji.
Do serii 6. jedna renowacja samochodu była prezentowana w dwóch odcinkach po 30 minut, a od serii 7. zawiera się ją w jednym godzinnym odcinku.
Samochody, które zostały przedstawione w programie, to:

### Seria 1 (2003)
- Porsche 924
- Saab 900 Turbo
- Volkswagen Golf GTI
- Austin Mini
- Mercedes-Benz 230E
- Ford Capri Laser 1.6

### Seria 2 (2004-2005)
- Toyota MR2 MK1
- Peugeot 205 GTi 1.9
- Suzuki SJ410 Samurai
- BMW E30 325i Touring
- MGB GT
- Predator Beach Buggy
- Mazda mx-5
- Mercedes-Benz 190e Cosworth
- Range Rover Vogue

### Seria 3 (2006)
- Volkswagen Transporter T3
- Lancia Delta HF Integrale 8v
- Porsche 928

### Seria 4 (2007)
- Porsche 911 2.7S Targa
- Jeep CJ7
- Alfa Romeo Spider Veloce 2000
- BMW 635CSI
- Chevrolet Corvette C4
- Lexus LS400

### Seria 5 (2008)
- Mercedes-Benz 280SL
- Lotus Esprit S3
- Fiat 500L
- Land Rover Series III Stage One V8
- Citroën DSuper 5
- Bentley Mulsanne Turbo

### Seria 6 (2009)
- Triumph Spitfire 1500
- Porsche 944 Turbo
- Audi Quattro
- Volkswagen Garbus
- Jaguar XJS 3.6
- Ferrari 308 GT4 Dino
- Mini City 1000
- TVR S2
- Land Rover Discovery ES TDI
- BMW M3 Convertible

### Seria 7 (2010)
- Jensen Interceptor III
- Ford Sierra Sapphire RS Cosworth
- Volkswagen Transporter T2
- BMW 840Ci
- Triumph Stag
- Bond Bug 700ES
- Volvo P1800S
- Land Rover Defender 90
- Subaru Impreza WRX
- Lotus Elan S4

### Seria 8 (2011)
- Jaguar E-Type Series 3
- Mini Moke
- Range Rover II generacji
- Austin-Healey Sprite
- Saab 9-3 Turbo
- Dodge Charger
- DeLorean DMC-12
- Chevrolet 3100
- Volkswagen Karmann -Ghia
- Chevrolet Bel Air

### Seria 9 (2012)
- Fiat Dino
- Morgan +4
- BMW M5
- Renault Alpine
- Porsche 914
- Mercedes-Benz klasy G
- Jaguar XK8
- Replika AC Cobra
- Jaguar Mark II
- Willys MB
- Nissan Skyline
- Triumph TR6
- BMW Isetta
- Ford Mustang
- Mercedes-Benz SLK

### Seria 10 (2013)
- Aston Martin DB7
- Ford Escort MK1
- Range Rover Vouge
- Porsche Boxster 3.2S
- Morris Minor Traveller
- TVR Cerbera
- Lamborghini Urraco
- Ford Popular
- Chevrolet Corvette Stingray C2
- FSM Syrena
- Lotus Elise S2
- Cadillac DeVille Coupe

### Seria 11 (2014)
- Ford Fiesta XR2
- Porsche 993 Targa
- Mazda RX-7
- Citroën 2CV AZLP
- Maserati 3200 GT
- Chevrolet Camaro
- Amfibia (Amphicar)
- Ford Thunderbird
- Jaguar XJ-c
- Audi TT
- Volkswagen Transporter Typ 2
- BMW Z1
- Darracq
- Lincoln Continental

### Seria 12 (2015)
- Pontiac GTO
- Ford F-1
- MG MGA
- BMW 2002 tii
- AMC Pacer
- Datsun 240Z
- Volkswagen 181 Thing
- DeSoto Firedome 8
- Rover P5B
- Fiat Panda 4x4
- Alfa Romeo Alfasud
- Caterham 7
- Ford Escort Mk2 RS2000
- Messerschmitt KR200
- Citroën HY Van
- Volkswagen Corrado VR6
- Honda S2000
- Noble M12

### Seria 13 (2016)
- Mercedes-Benz 560SL
- Volvo PV544
- Honda Civic CVCC
- Chevrolet LUV
- Ford Mustang 5.0 Convertible
- Chevrolet Corvair
- Land Rover Series IIA
- Chevrolet Corvette C3 Convertible
- Ford Bronco generacja 1
- Mercedes 500 SEC
- Porsche 912E
- Chevrolet Camaro RS
- Sunbeam Alpine
- Humvee
- Maserati Biturbo
- Cadillac Type 53 Roadster V8

### Seria 14 (2018)
- Ford Escort RS Cosworth
- Toyota Celica Supra typu P
- Ford Mustang Mach 1
- Saab 96
- Dodge A100 Sportsman
- Ford Ranchero generacja 2
- Mitsubishi 3000GT VR-4
- Austin-Healey 3000 Mark III BJ8 Convertible
- Opel GT 1900
- Jeep Grand Wagoneer
- Mini Cooper S MC40
- Alfa Romeo Spider Quadrifoglio
- International Harvester Scout 800A
- Porsche 924
- Datsun 510
- Lancia Fulvia Coupé

### Seria 15 (2019)
- Mercury Capri
- Toyota MR2 Turbo
- Volvo 850 T-5R Wagon
- Alfa Romeo 164
- Lotus Elan M100
- Chevrolet Corvette C5 Z06
- Volkswagen Golf GTI
- Dodge Ram SRT-10

### Seria 16 (2019-2020)
- Porsche 911/996
- Volkswagen Fastback (Typ 3)
- Chevrolet C-10 Truck
- Mazda RX-7 GSL-SE
- Mercedes-Benz 300TD
- Jensen-Healey
- Plymouth Barracuda

## Muzyka i czołówki
Obecnie utworem rozpoczynającym i kończącym każdy odcinek programu jest piosenka zespołu Wideboys pt. Balaclava. Poprzedni temat muzyczny pochodził z V-The Production Library od kanału Music 4.
Czołówki i przebitki serii 1.–9. stanowiły animacje przedstawiające w skrócie założenia formatu. Pojawiali się w nich prowadzący, oraz na ogół jeden lub dwa z samochodów pojawiających się w danej serii. Były to:
- seria 1.: Wszystkie auta z tej edycji.
- seria 2. i 3.: MGB GT
- seria 4.: Porsche 911 2.7S Targa
- seria 5.: Mercedes 280SL
- seria 6.: Ferrari Dino 308 GT4
- seria 7.: Lotus Elan
- seria 8., cz.1.: Jaguar E-Type serii III
- seria 8., cz.2.: Dodge Charger
- seria 9., cz.1.: Fiat Dino Coupe 2400
- seria 9., cz.2.: replika AC Cobry

Począwszy od serii 10. zaniechano tworzenia tych animacji do czołówki i przerw reklamowych. Zastąpiono je animowanym logo programu na tle fragmentu karoserii w kolorze takim, jak auta restaurowanego w danym odcinku. Animacje zachowano jednak w przebitkach oddzielających poszczególne etapy odcinka,. Pojawiły się w nich:
- seria 10., cz.1.: Aston Martin DB7
- seria 10., cz.2.: Lamborghini Urraco

Od serii 11. zastąpiono filmowanymi scenami Z czasem zrezygnowano także ze zmiany tła czołówki w każdym odcinku, ustalając jeden konkretny dla danej serii.